# 박송하
박송하(朴松夏, 1946년 3월 8일~)는 대한민국의 서울지방법원 북부지원 예하 판사 등을 거쳐 서울고등법원장 등을 역임한 법조인이다.

## 생애
1946년 광주광역시에서 태어나 광주제일고등학교와 고려대학교 법과대학을 나온 후 1971년 제13회 사법시험 합격하여 사법연수원 3기를 수료했다.
1975년에 서울가정법원 판사에 임용되어 1977년에 서울민사지방법원, 1979년에 서울형사지방법원, 1980년에 대전지방법원 천안지원, 1982년에 서울지방법원 북부지원, 1983년에 광주고등법원, 1984년에 서울고등법원에서 판사를 하다가 1986년에 1년동안 대법원 재판연구관, 1987년부터 3년동안 대전지방법원 서산지원장을 맡은 이후에 승진한 부장판사로서 1990년에 서울지방법원 의정부지원, 1991년에 서울지방법원 동부지원, 1992년에 서울형사지방법원, 1994년에 광주고등법원, 1996년에 광주지방법원(수석 부장판사), 1997년에 인천지방법원(수석 부장판사), 1998년에 서울고등법원에서 재판장을 하였다.
2004년 2월에 법원장으로 승진하여 서울남부지방법원에서 법원장으로 재직하였으며 그 이후 광주고등법원과 서울고등법원에서 법원장을 하였다.
2006년 10월에 임명된 중앙선거관리위원회 위원을 2009년까지 역임하였으며 2007년에 임명된 대법원 양형위원회 위원을 끝으로 공직에서 물러나 2008년부터 2010년까지 법무법인 화우 대표 변호사를 하다가 2010년부터 대한상사중재원 중재인과 법무법인 화우 고문변호사를 하고 있다.
형사재판장을 하면서 변론 기회를 충분히 주고 판결선고 때 양형이유를 자세히 설명하는 등 형사공판시스템의 전범으로 평가받은 박송하는 서울남부지방법원장에 재직하던 2004년 국회 국정감사에서 "국가보안법에 대해 어떻게 생각하느냐"는 질의에 "너무 어려운 질문하면 답변하기 어렵다. 헤아려주길 바란다"고 답변했다.

## 주요 판결
서울형사지방법원 항소3부 재판장으로 재직하던 1993년 6월 18일에 92,93년도 입시에서 대리시험을 통해 부정입학 시킨 혐의로 구속된 전 광문고 교사와 입시 브로커에 대해 업무방해죄 등을 적용하여 각각 징역7년과 징역5년을 선고했다. 1994년 1월 29일에 부정수표단속법 위반으로 구속되어 1심에서 징역1년 집행유예2년을 선고받은 피고인에 대해 "부도난 수표를 갚으면 처벌하지 않는 법률 개정으로" 공소기각 결정을 했다. 6월 29일에 탁명환을 살인한 임홍천에게 무기징역, 대성교회 목사 조종삼과 장로 신귀환에게 각각 범인 도피와 증거인멸죄를 적용해 징역1년 집행유예2년을 선고했다.
광주고등법원 형사부 재판장으로 재직하던 1995년 2월 8일에 광주.전남 총학생회연합 산하 투신국을 결성해 대학별로 북한 의식화 교육을 하다 국가보안법위반으로 구속돼 1심에서 징역2년을 선고받은 총책 김재구와 김대우에 대한 항소심에서 "조직활동을 해왔고 불법시위를 주도했음에도 다른 피고인보다 가벼운 형량을 받았음에도 개전의 정이 보이지 않는다"며 각각 징역3년을 선고했다.
광주지방법원 제10민사부 재판장으로 재직하던 1996년 6월 17일에 광주 아시아자동차가 노조를 상대로 제기한 쟁의행위 금지 가처분 신청에서 "법적으로 쟁위행위가 금지된 방위산업체인 점을 고려해 허가없이 근무시간 중에 집회 농성 태업 파업 등 쟁위행위로 회사의 업무수행을 방해해서는 안된다"며 받아들였다.
서울고등법원 형사2부 재판장으로 재직하던 1998년 3월 24일에 1심에서 강도상해죄로 징역3년6월을 선고받은 24살의 남자 미용사에게 "여자 친구와의 통화기록, 112신고 접수 시각, 피고인 방에서 범행 현장까지의 거리 등을 살피면 범행 현장에 피고인이 없었던 사실이 인정된다"며 무죄를 선고했다.
고문 기술자로 불렸던 이근안 등 8명에 대한 재정신청 사건을 받아들여 공판에 회부했다.
서울고등법원 형사2부 재판장으로 재직하던 1998년 9월 4일에 대한민국 제15대 국회의원 선거에서 불법선거운동을 한 혐의에 대하여 재정신청이 받아들여져 기소되어 1심에서 벌금 200만원이 선고된 홍문종 의원에게 항소심에서 벌금 80만원을 선고했다. 1999년 2월 19일에 구속집행정지 상태에서 도주한 주식회사 중원 전 대표인 변인호에 대해 "무죄를 주장하며 항소했던 피고인이 자신에게 유리한 결과가 나올 수도 있는 재판을 받지도 않고 도주한 이유를 알 수 없다"며 항소를 기각해 원심대로 징역 15년이 선고되었다. 10월 28일에 납북어부 김성학 등 3명이 "고문에 못이겨 간첩으로 몰렸다"며 재정신청한 재판에서 이근안과 현직 경관 4명 등 8명에 대해 재정신청을 받아들이면서 고문 가담 사실이 없거나 가담 정도가 가벼운 8명에 대해서는 기각했다.
서울고등법원 민사합의11부 재판장으로 재직하던 1999년 5월 28일에 관계 법령을 제대로 검토하지 않고 사업설명회를 열었던 서울특별시를 믿고 사업에 뛰어들어 손해를 봤다며 2억원의 손해배상 청구소송을 했던 건설사에 대해 "서울시는 1억4천만원을 지급하라"고 하며 원고 일부 승소 판결했다.
서울고등법원 특별5부 재판장으로 재직하던 2000년 9월 27일에 1972년부터 간첩죄 등으로 7년간 복역한 뒤 1978년부터 보안감호 또는 보안관찰을 받아온 서준식이 법무부장관을 상대로 낸 보안관찰처분 기간갱신처분취소청구소송에서 "보안관찰 처분을 중단할 경우 국가보안법 위반 등의 재범 우려가있다"며 원고 패소 판결을 했다.